# Cantone di Saint-André-de-Valborgne
Il Cantone di Saint-André-de-Valborgne era una divisione amministrativa dell'arrondissement di Le Vigan.
A seguito della riforma approvata con decreto del 24 febbraio 2014, che ha avuto attuazione dopo le elezioni dipartimentali del 2015, è stato soppresso.

## Composizione
Comprendeva i comuni di:
- L'Estréchure
- Peyrolles
- Les Plantiers
- Saint-André-de-Valborgne
- Saumane